# Wynneprijs

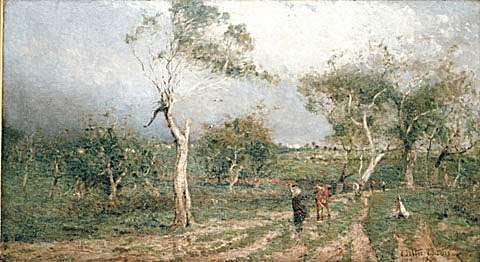
The Storm, geschilderd door Walter Withers, winnaar van de eerste Wynneprijs in 1897.

De Wynneprijs is een prijs die jaarlijks wordt uitgereikt aan de beste Australische landschapsschilder en aan de beste (figuur)beeldhouwer. De schilderijen mogen gemaakt worden in olieverf en aquarelverf en moeten een landschap in Australië voorstellen. De winnaar wordt gekozen door de "Trustees of the Art Gallery of New South Wales".
De Wynneprijs werd voor het eerst in 1897 uitgereikt ter ere van de opening van de Art Gallery of New South Wales. Veel winnende schilderijen zijn iconen geworden binnen de wereld van het landschapsschilderen.

## Enkele winnaars
- Hans Heysen - 1909
- Russell Drysdale - 1947
- Lloyd Rees - 1982
- John Dahlsen - 2000